# Бібл
Бібл, Губла, нині Джубейль (фінік. 𐤂𐤁𐤋, дав.-гр. Βύβλος, араб. جبيل) — місто в Лівані, розташоване на східному березі Середземного моря, за 30-32 км на північ від Бейрута — сьогоднішньої столиці Лівану, яке зараз називається Джубейль.
У давнину — незалежне місто-держава. Був найстарішим торговим центром на узбережжі, місто називалося Бібл (Byblos) у класичних джерелах, ймовірно, тому, що саме звідти греки отримували папірус та папірусні сувої. Це місце було заселене з 5000 р. до н. е., і єгипетський вплив був сильним щоразу, коли Єгипетська держава була могутньою на Близькому Сході, і саме там були знайдені вази фараонів Стародавнього царства Мікерина, Уніса та Пепі. Ймовірно, на цьому етапі та пізніше деревина була дуже привабливою для єгиптян, хоча легендарні ліванські кедри, можливо, значною мірою зникли до середини ІІІ тис. до н. е. Єгиптяни також отримували з Біблу олію, шкіру та вино, яке вони називали «kpny».
Амореї зруйнували місто близько 2000 р. до н.е., але потім відбудували його, а його центральне розташування та орієнтація на море гарантували його подальшу могутність. Місто згадується у вигаданій історії про Сінухе (Story of Sinuhe), дія якої відбувається приблизно у 1900 р. до н.е. Бібл згадується в Єгипетських текстах проклять (Egyptian Execration texts), у яких фараони Нового царства проклинають своїх ворогів. У Амарнських листах близько 1350 р. до н.е. ним правив вимогливий Рібадді ІІ, який благав своїх єгипетських повелителів про допомогу проти ворогів і заявляв про свою вічну відданість. Це місто було в центрі уваги історії «Подорож Уну-Амона» (Story of Wenamun), де єгипетський писар намагався роздобути деревину для свого храму, але був пограбований та зазнав домагань з боку мешканців Біблу близько 1100 р. до н.е.
Храми Баалат-Губли «Володарки Біблу» (Baalat Gebal) та Решефа, бога чуми, були визначними, а пророки Ізраїлю вважали Бібл містом ремісників, як у Книзі пророка Єзекіїля. Саркофаг царя Ахірама є одним із найдавніших засвідчень фінікійської писемності, а в місті були знайдені й більш ранні експерименти з майже алфавітним письмом.
Місто платило данину новоассирійським царям і, ймовірно, постачало їм частину своєї морської сили.

## Неоліт та Бронзова доба

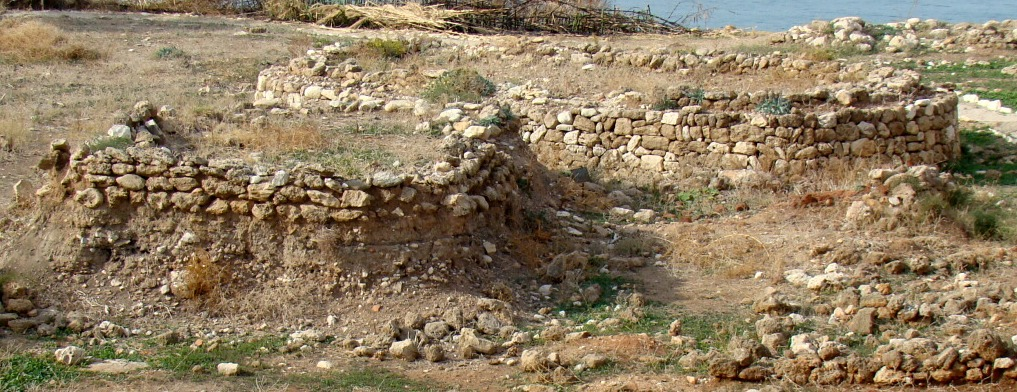
Залишки дофінікійських будівель Бібла

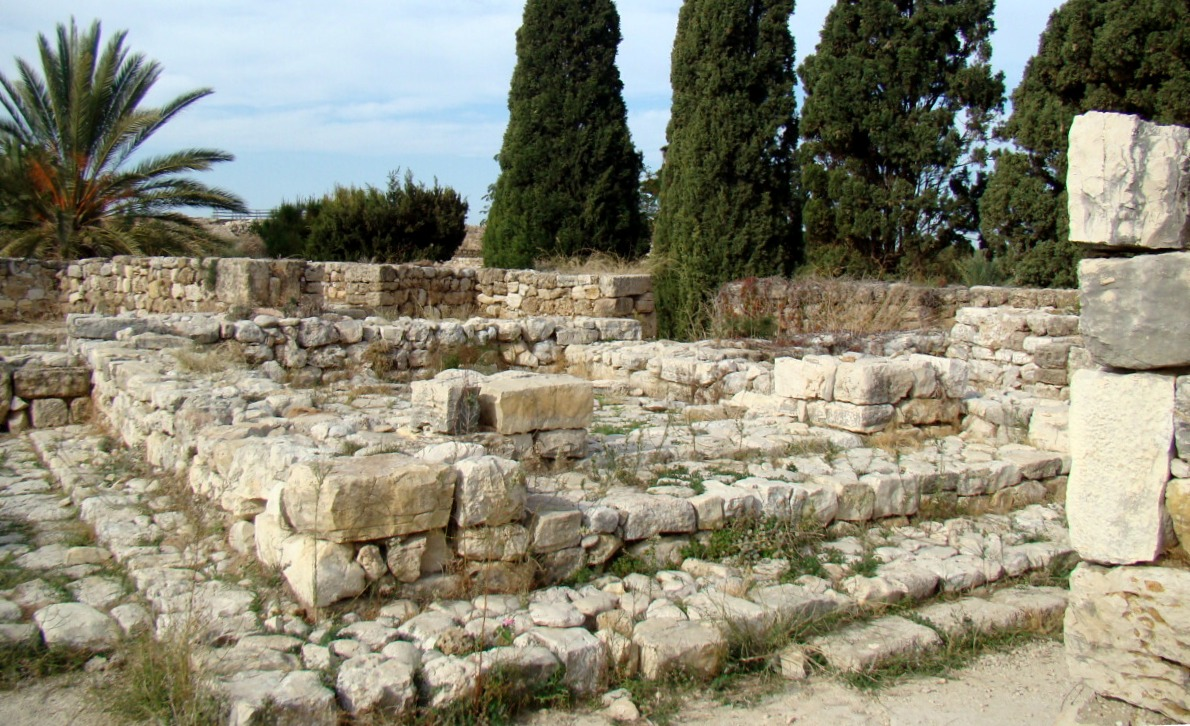
Так званий «L-подібний храм», святилище чоловічого бога (можливо Еля?)

Бібл виник раніше за сусідні фінікійські міста — в цьому були впевнені і самі фінікійці і їхні сусіди. Пізніша легенда взагалі називала засновником міста грецького бога Кроноса, батька Зевса, а міські мури нібито будував особисто бог Ель. За археологічними даними поселення на місті Бібла існувало принаймні з часів раннього неоліту. Розташоване воно було на пагорбі біля самого моря — власне й назву міста зазвичай перекладають як «гора» (хоча цілком можливо що це пізніша арабська етимологія). Навколо була розташована родюча рівнина, захищена горами із густим кедровим лісом.
Біля 3000 р. до н. е. з невідомих причин мешканці залишили свої домівки, і лише через два століття біблський пагорб був знову заселений — цього разу ханаанеями (фінікійцями). Окрім родючої рівнини і лісу їх привабили і дві зручні бухти — адже прибульці були мореплавцями. Навколо міста були зведені потужні мури з двома вежами, що захищали входи до Бібла з суходолу і з моря. В центрі міста були збудовані два храми: богині — «володарці міста» Баалат-Гебал (місцевому «втіленню» Астарти) та Решефу. Від святилищ в різні боки розходилися вулиці, центром яких були прокладені дренажні канави, що замінювали мешканцям каналізацію.

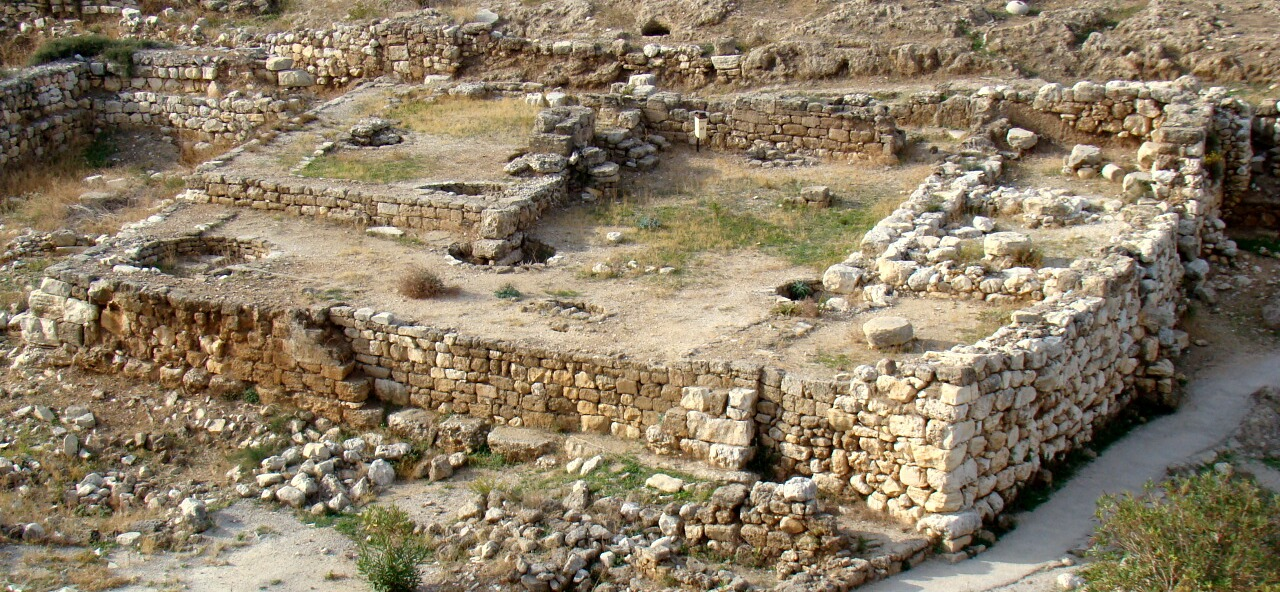
Святилище Баалат-Гебал

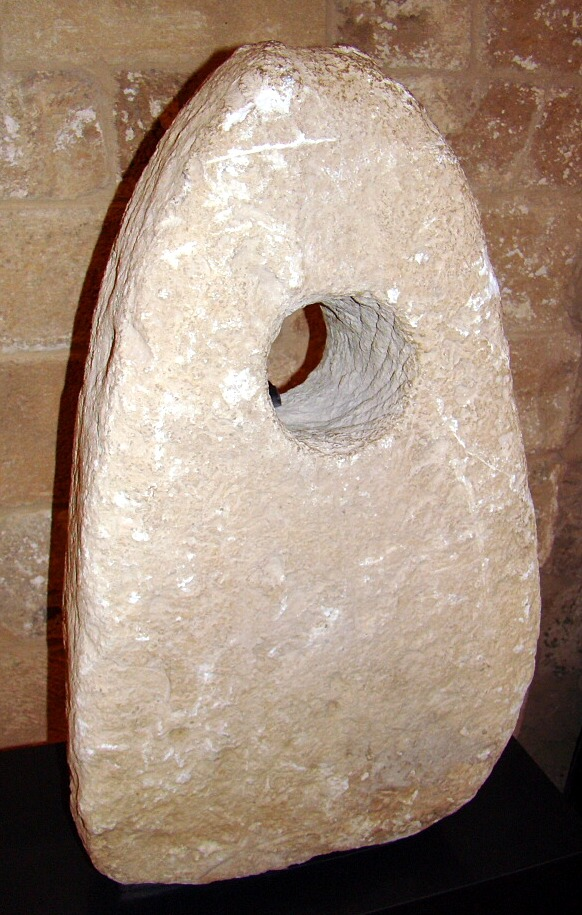
Кам'яний якір з Бібла

Місто швидко перетворилося на важливий центр міжнародного обміну. До зв'язків із Месопотамією, розвинутих ще до приходу ханаанеїв, додалася морська торгівля з долиною Нілу — присутність єгиптян у Біблі зафіксована щонайменше з часів фараона Хасехемуї. Представники фараонів вивозили насамперед місцеву деревину — кедр і кипарис, а також отримували за посередництвом ханаанеїв мідь і лазурит. Для експедицій до «країни Фенху» (лісорубів) єгиптяни будували спеціальні кораблі, що згодом отримали назву «біблських». Із занепадом Єгипту наприкінці Давнього царства Бібл змушений був знову сконцентруватися на торгівлі із Сходом — місто згадують навіть у документах III династії Ура. У середині XXI століття до н. е. володар Бібла на ім'я Ібдаті взяв собі шумерський титул «енсі» і, можливо, визнав залежність від урського царя. Однак далекі монархи не могли захистити місто від навали кочовиків — амореїв, які наприкінці того ж століття захопили і зруйнували Бібл.

## Єгипетський період
Місто швидко відроджується вже під владою аморейської династії. Прибульці швидко асимілюються у фінікійському середовищі, переймаючи традиції і релігію переможених. Коло торговельних партнерів Бібла навіть розширюється — до нього тепер входять Марі (на Євфраті) та Кіпр. Але найбільшим стає єгипетський вплив — особливо з часів Середнього царства. Місцеві володарі й представники знаті одягаються за єгипетською модою, носять прикраси, привезені з долини Нілу або виготовлені місцевими ремісниками за їхнім зразком, відзначають свята країни фараонів, використовують ієрогліфічну писемність. Цар Бібла тепер іменує себе не «енсі», а «хатійя» — як очільник єгипетського нома, з'являється перед підданими у золотій короні і пекторалі із серпанковим скіпетром. Імена володарів пишуться так само, які і імена фараонів, — у картушах, що свідчить про залежний і водночас відносно самостійний статус Бібла у структурі єгипетської держави.

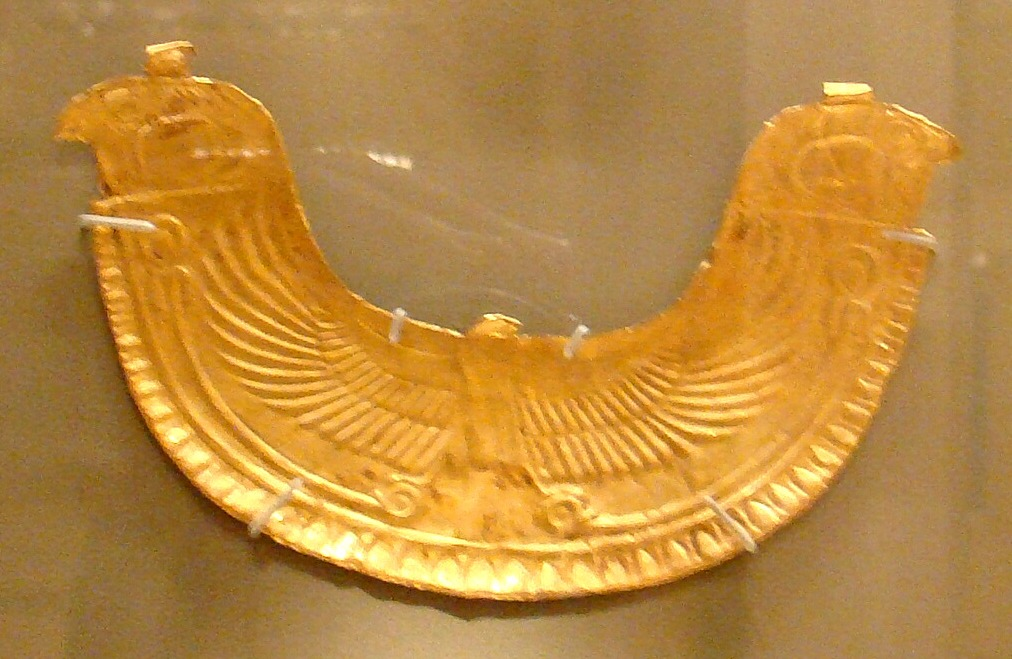
Золота пектораль царя Іпшемуабі, Національний музей, Бейрут

Збереглися імена кількох царів Бібла, сучасних фараонам Середнього царства, — Абішему I, Іпшемуабі I, Абішему II, Якінель, Інтенель, Ілім'яні. Місто залишалося під єгипетським контролем і під час гіксоського панування (за доволі приблизними розрахунками гіксоси здобули Бібл у 1720 р. до н. е.), хоча йшлося швидше не про підпорядкування, а про перебування у складі держави.

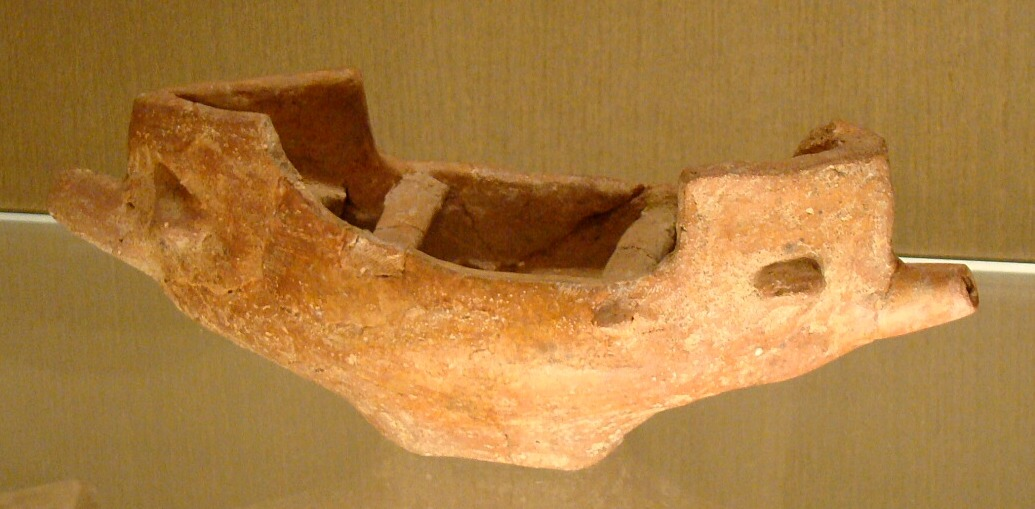
Теракотова модель човна, Національний музей, Бейрут

Із поверненням на єгипетський престол місцевої династії про рівність довелося забути. Яхмос вже збирав з «країни Фенху» данину. Тутмос III рішуче змінив саму систему управління. Увесь Ханаан був поділений на провінції, на чолі яких стояли призначені фараоном «рабіцу». Для кількох міст, і Бібла зокрема, зробили виняток — вони підпорядковувалися не «рабіцу», а самому фараону, проте землі, що лежали навпроти Бібла входили вже до провінції Амурру з центром у Сімірі. Відомо, що мешканці міста збудували для Тутмоса III кораблі для мандрівки Євфратом, і для цього суходолом їх везли через усю Сирію.
Бібл у складі єгипетської держави мав привілейований статус. Найбільше від нього вигравали саме біблські царі. Якщо в межах міських мурів їхня влада була дещо обмеженою наявністю ради з найповажніших мешканців міста («старійшин Бібла»), то поза ними — царі відчували себе майже абсолютними володарями. За допомогою найманого війська вони утримували владу над дрібнішими містами округи, а головне — лісами, що з огляду на роль лісоторгівлі у фінікійській економіці, мали стратегічне значення.

### Боротьба з «хапіру» і повернення єгиптян

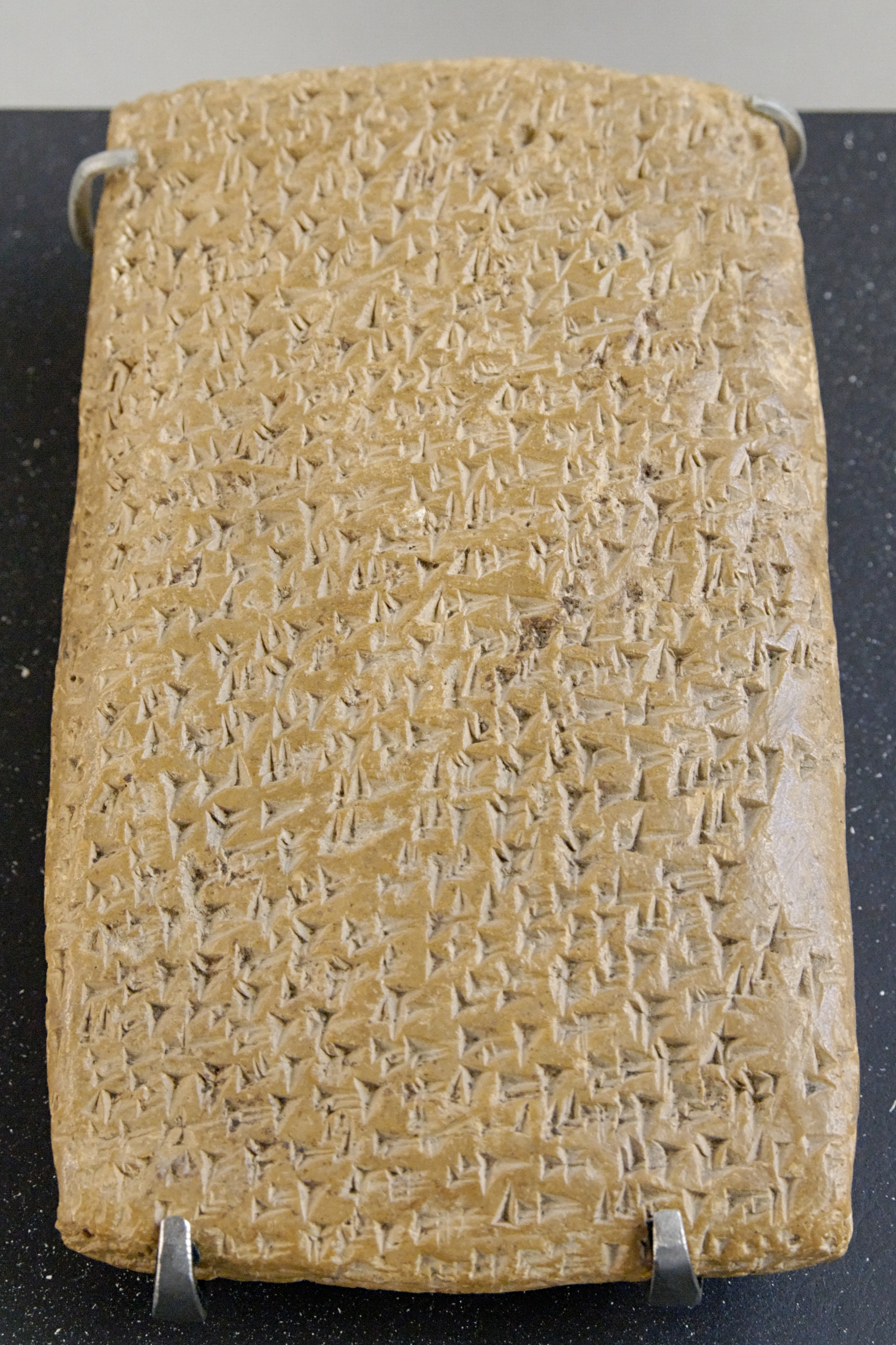
Лист біблського царя Рібадді фараону, Лувр

З часом у царів з'явився новий клопіт — люди, що тікали з міста до гір і там збилися у ватаги, відомі під назвою «хабіру». Вони не визнавали царської влади і завдавали чималої шкоди царському господарству. Згодом «хапіру» об'єднав під своєю владою якійсь Абдаширта. Запевняючи фараона у цілковитій лояльності, він за допомогою своїх відчайдухів почав перебирати під свою владу землі провінції Амурру і прибережних міст. Поступово під владою біблського царя Рібадді II залишилися лише сам Бібл і сусіднє містечко Батруна. Проте й там за сприяння Абдаширти спалахнуло повстання і місцеві мешканці приєдналися до «хабіру». Звернення Рібадді за підтримкою до Тіра завершилося заколотом і там. Тіряни вбили місцевого царя, його дружину і дітей. Абдаширта був настільки впевнений у своїх силах, що почав перемовини з Мітанні і Вавилоном. Проте фараон угледів в цьому державну зраду і спрямував до Фінікії своє військо, що швидко відновило статус-кво.

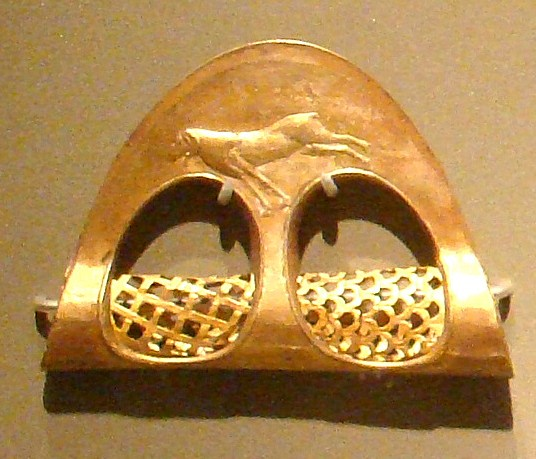
Золота сокира з зображенням барана, знайдена у Біблі. Національний музей, Бейрут

Син Абдаширти Азіру згодом пішов шляхом батька. Інспірувавши перевороти у кількох фінікійських містах і залучивши на свій бік Арвад, Беріт, Сідон і Тір, він взяв в облогу Сіміру. Рібадді намагався допомогти оборонцям, проте його кораблі були зупинені союзниками Азіру. Після взяття Сіміри ватажок «хапіру» позбавив Бібл усіх його земель за межами міських мурів. Рібадді залишився не лише без джерел доходів, але й без війська, бо з найманцями не було чим розраховуватися і вони почали залишати царя. В самому місті підняла голову знать, що входила до міської ради і вимагала замирення з Азіру. Цар спробував придушити спротив силою, але це лише спровокувало повстання. Рібадді був позбавлений престолу, влада фактично перейшла до рук ради, а формально — до царського брата (і водночас одного з лідерів заколотників) Іліарабіха, що був обраний суфетом. З Азіру був укладений мир, за умовами якого Бібл повернув частину своїх володінь в обмін на визнання колишнього супротивника фактично незалежним володарем Амурру.

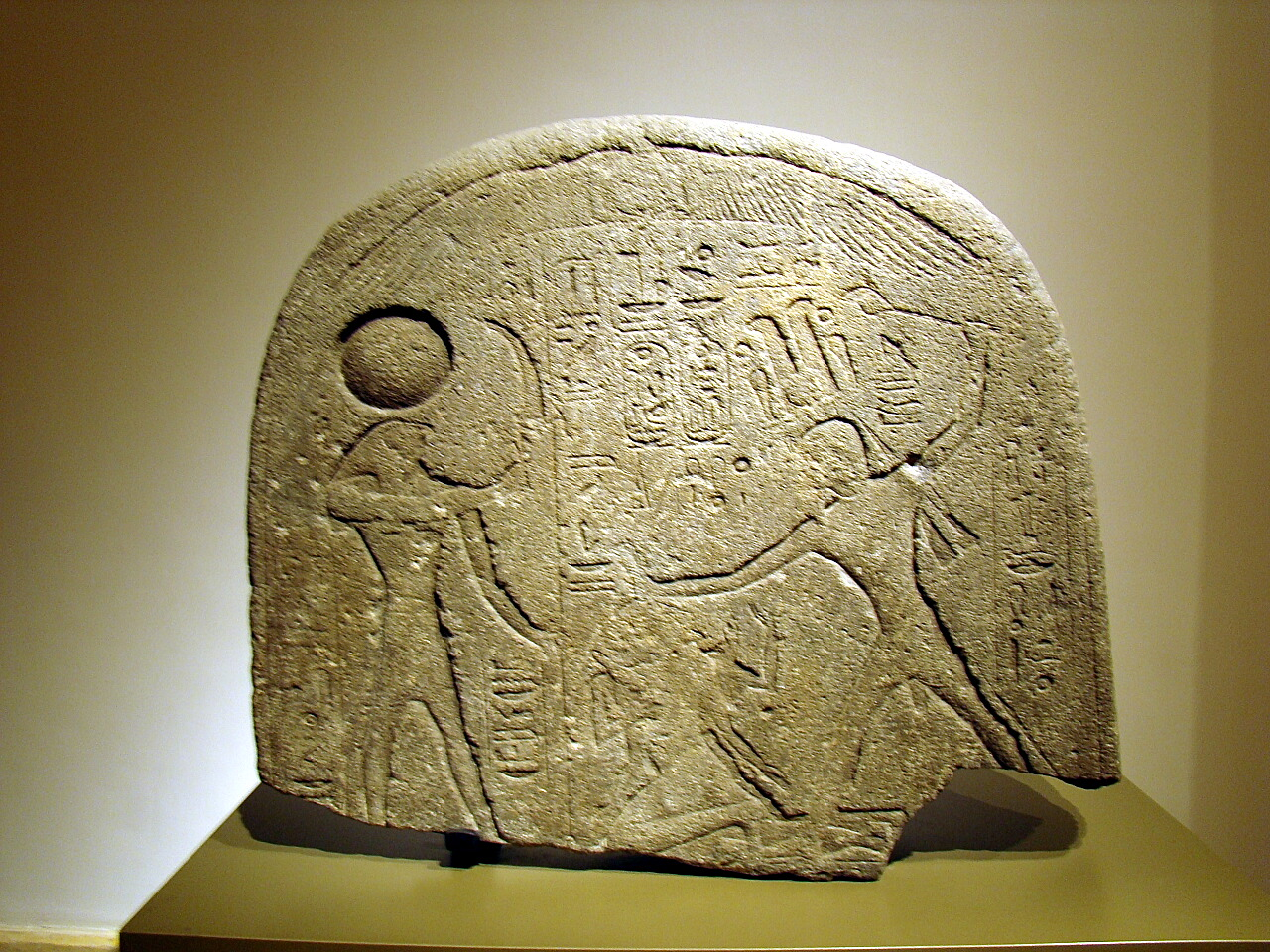
Стела Рамзеса III, знайдена у Біблі. Національний музей, Бейрут

Однак як самостійна держава Амурру проіснувала недовго. Вже Сеті I повернув увесь Ханаан під єгипетську владу. А Рамзес II, розділивши його з хеттами, зберіг контроль і над Амурру, і над Біблом.

## Катастрофа Бронзової доби

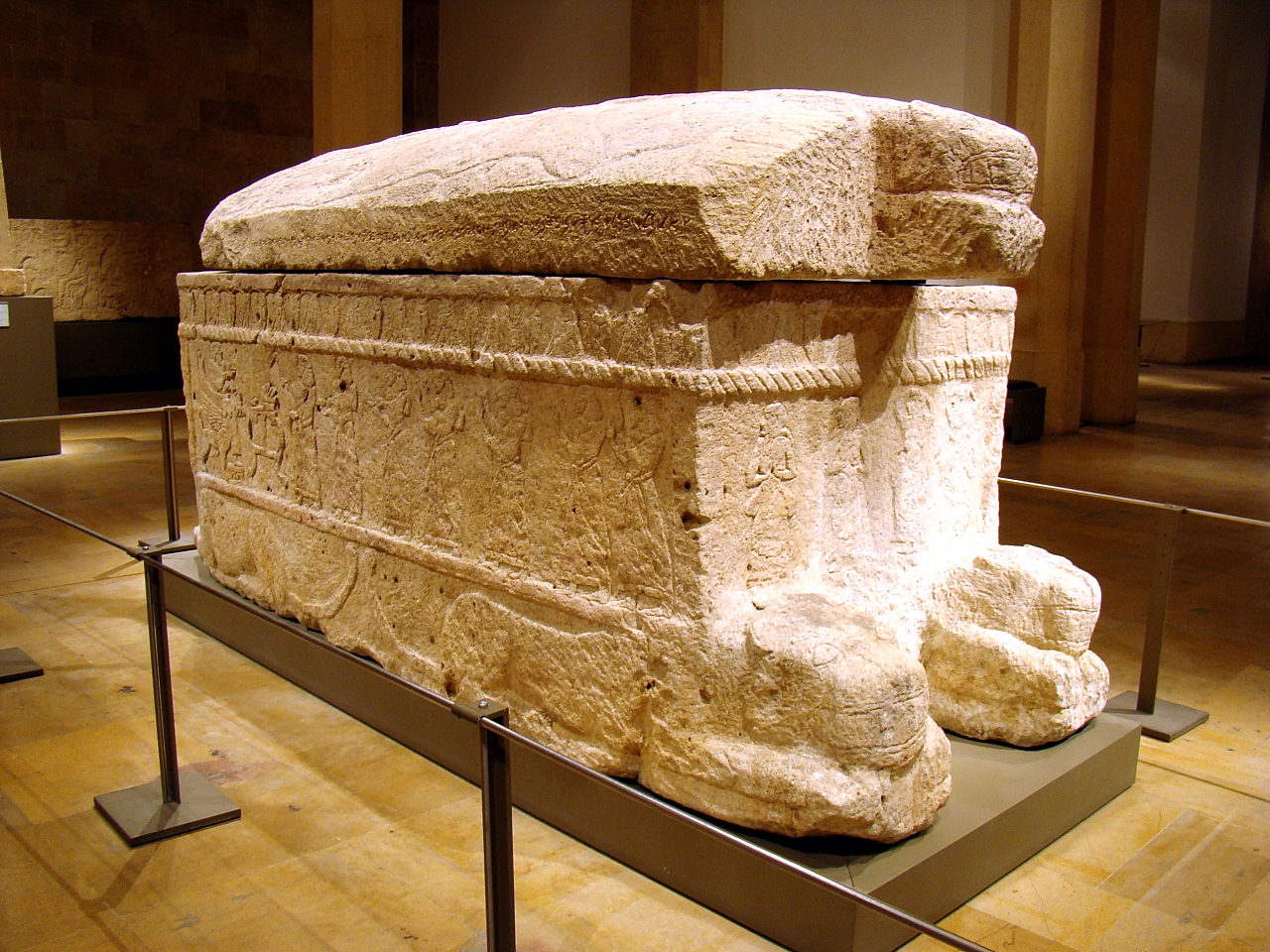
Саркофаг царя Ахірама, Національний музей, Бейрут

Біля 1200 р. до н. е. Ханаан опинився в епіцентрі двох великих переселень. З північного заходу сунули «народи моря» — зокрема тйеккери і філістимляни, зі сходу — «народи степу» — арамеї і євреї. Обидві хвилі оминули Бібл, проте радикально змінили його оточення. Зникли Хеттська держава і сусідній Угарит, залишили Ханаан єгиптяни. Бібл став незалежною державою з неабиякими людськими ресурсами — адже населення міської округи суттєво зросло за рахунок біженців і вимушених переселенців з областей, зайнятих прибульцями. Бібл намагався підтримувати мирні стосунки із сусідами, хоча, звичайно, уникати конфліктів — зокрема з тйеккерами або ж конкурентами з інших фінікійських міст — вдавалося не завжди. Від ассирійського царя Тукульті-апал-Ешарра I (1115—1077 рр. до н. е.) місцеві мешканці просто відкупилися багатими подарунками.

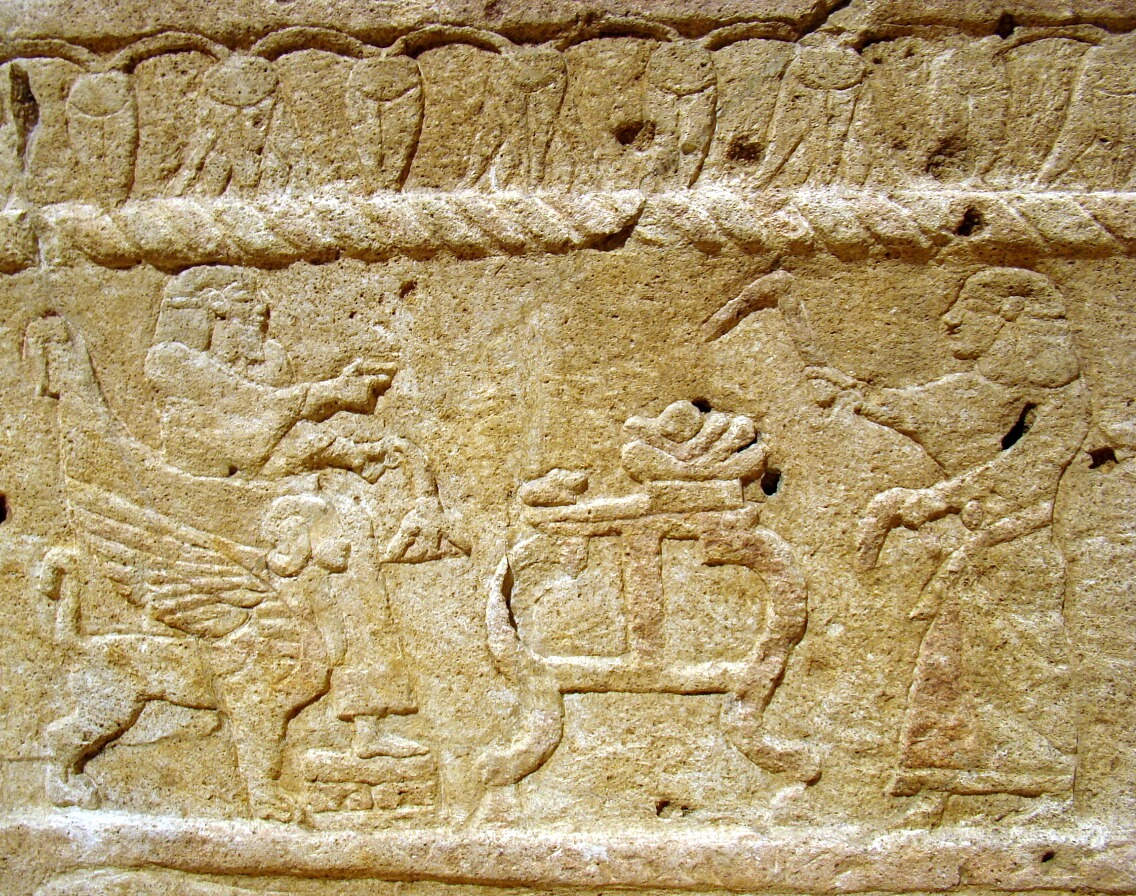
Рельєф на саркофазі царя Ахірама, Національний музей, Бейрут

Царі Бібла швидко прибрали до своїх рук заготівлю деревини і міжнародну торгівлю — самостійно шукаючи покупців навіть у Єгипті і укладаючи з ними «партнерські угоди» на паритетних засадах. Зміцнення царської влади водночас супроводжується зростанням ролі ради старійшин (мовада), що бере на себе організацію внутрішнього життя міської громади і суттєво обмежує владу монарха у місті та — що дуже важливо — біблських гаванях. На розгляд муада виносяться й питання зовнішньої політики (щонайменше з часів царя Закарбаала (середина XI ст. до н. е.)).

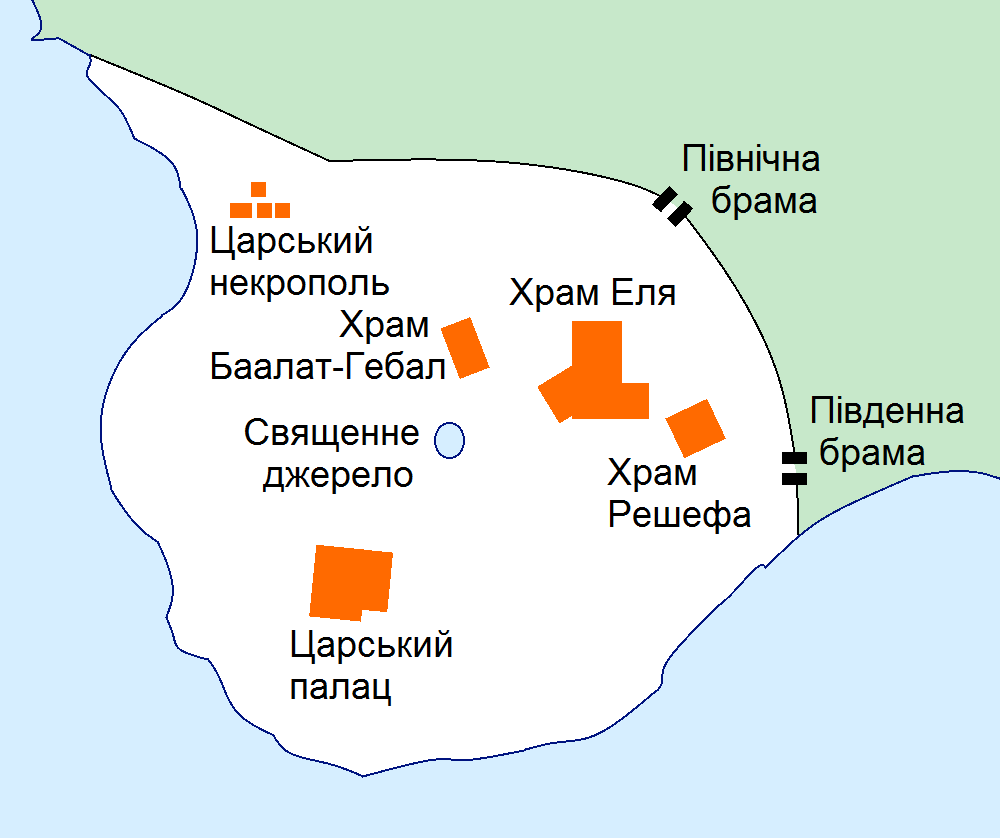
Бібл на початку I тис. до н. е.

Ще пізніше міські магістрати перебирають на себе судову владу (яку здійснювали обрані громадою сокени) і навіть керівництво біблською міліцією (відомо про існування посади «начальника військового табору»). Їхній вплив був настільки великим, що цар Ітобаал (X ст. до н. е.) у попереджувальному написі на саркофазі свого батька Ахірама згадував магістратів нарівні з царем. Можливо, міські посадовці мали вплив і на вибір володаря — бо батько Ахірама швидше за все царем не був і нащадки ймовірно остерігалися, що в майбутньому магістрати можуть віддати владу комусь іншому.
За часів незалежності Бібл перетворюється на визначний культурний центр. Відомо, що однією із статей імпорту з Єгипту був папірус. Частково його перепродавали і в інші краї — у греків папірус взагалі отримав назву біблоса дав.-гр. βύβλος, однак і потреби самих мешканців Бібла були чималі. Відомо, що у місті велися не лише господарські записи, але й ретельні династичні хроніки. Цар Закарбаал зібрав чималу бібліотеку. Під час перемовин з єгиптянами, він зізнавався, що готовий обміняти п'ять кораблів з деревиною на п'ятисот сувоїв. Можливо, саме в Біблі була створена і фінікійська абетка.

## Ассиро-перський період

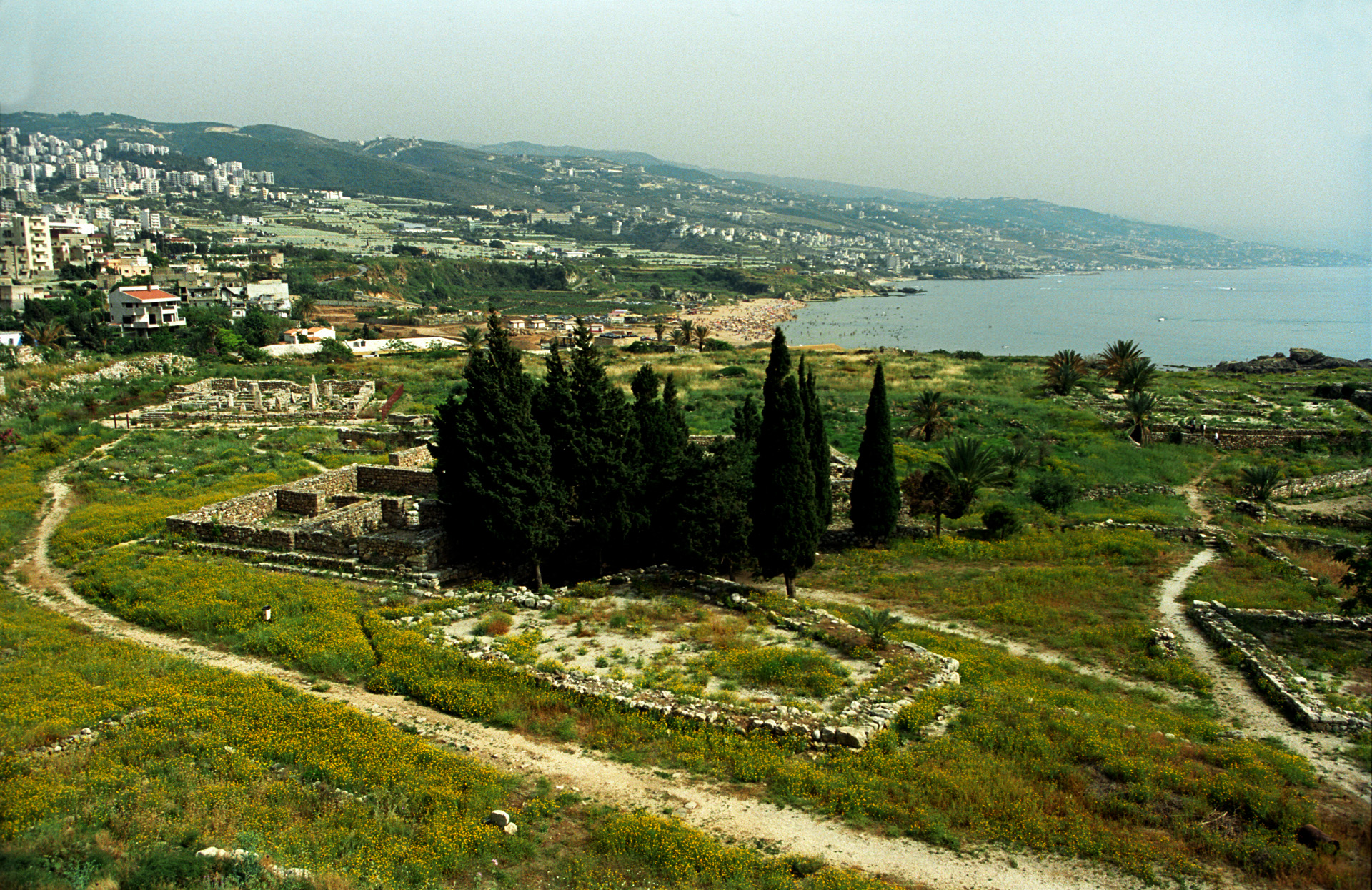
Біблський мис і південна бухта

Єгиптяни не втрачали сподівань на повернення Бібла під свою владу. Фараону Шешонку (945—924 рр. до н. е.) майже вдалося досягти цієї мети, проте врешті-решт і він змушений був поступитися новому претенденту на владу над Фінікією. Ассирійській цар Ашшурнасірпал II у 876 р. до н. е. не лише отримав подарунки від біблітів, але й фактично уклав з ними угоду, згідно з якою місто визнавало залежність від Ассирії і зобов'язувалося регулярно сплачувати данину в обмін на обіцянку царя не втручатися у його внутрішні справи і оминати Бібл під час своїх загарбницьких походів.
Місто було данником Саламансара II и Тіглатпаласара III. Останній, щоправда, вже не вдовольнявся підтвердженнями залежності місцевих володарів, а перетворив Північну Фінікію на звичайну провінцію своєї держави, на чолі якої поставив свого сина. Щоправда, Бібл залишався самоврядною територією і мав власного царя Шибітву. Цар Мілкіасаф поквапився підтримати Асаргаддона, який у 687 р. до н. е. зруйнував Сідон.

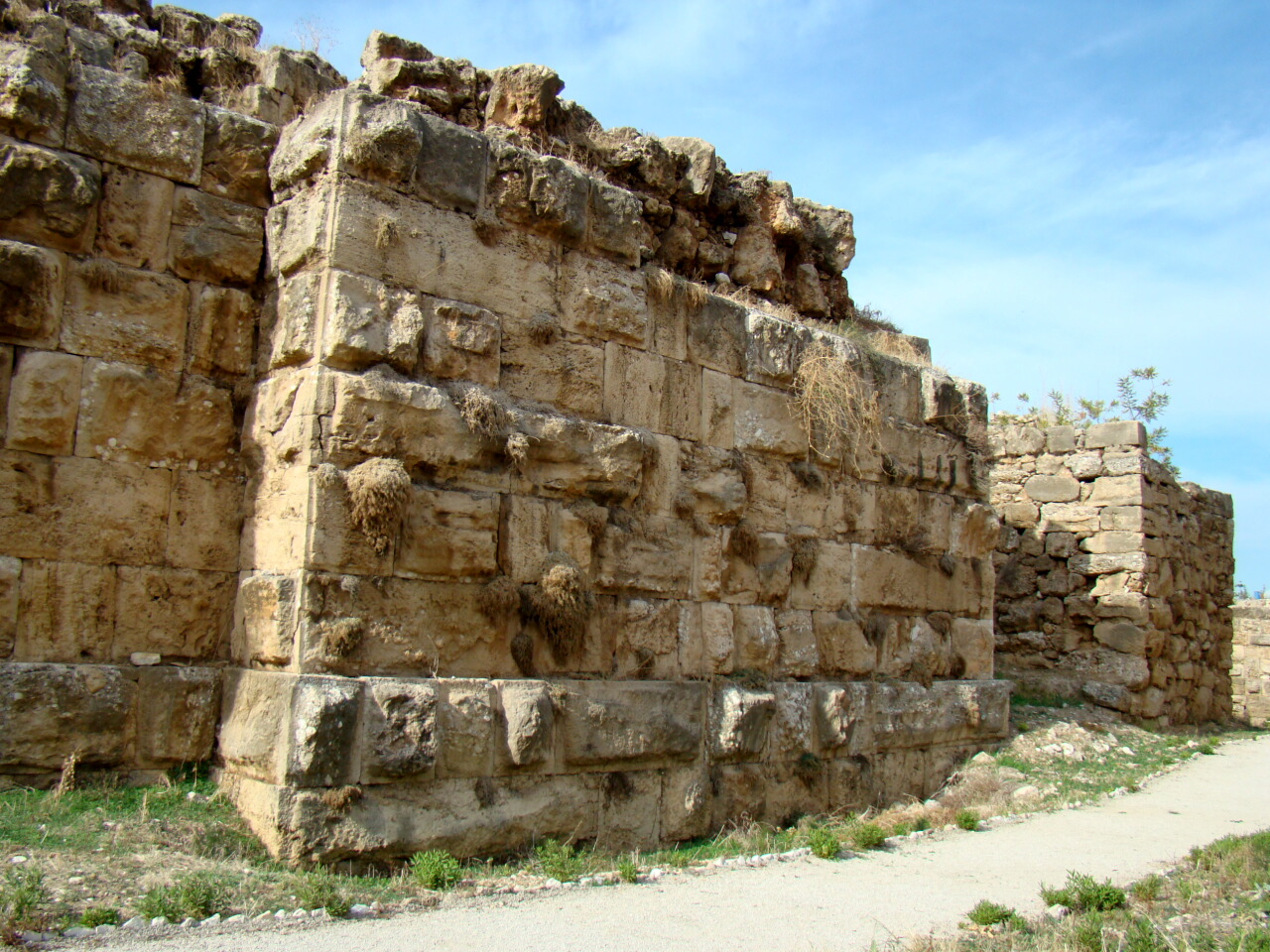
Мури біблської фортеці, зведеної за часів Ахеменідів

Після загибелі Ассирії контроль над Біблом знову намагалися встановити єгиптяни, проте їх випередив вавилонський цар Навуходоносор II. Йому місто не лише сплачувало данину, але й постачало ремісників, насамперед корабелів. Бібл зберігав самоврядування, проте під владою торгової олігархії, що міцно утримувала владу в свої руках, поступово занепадав. Зміна вавилонської окупації на перську пройшла майже непомітно. Ахеменіди перетворили Бібл на одне з чотирьох самоврядних фінікійських царств, проте на початку V ст. до н. е., на відміну від сусідів, місто навіть не мало власного військового флоту.

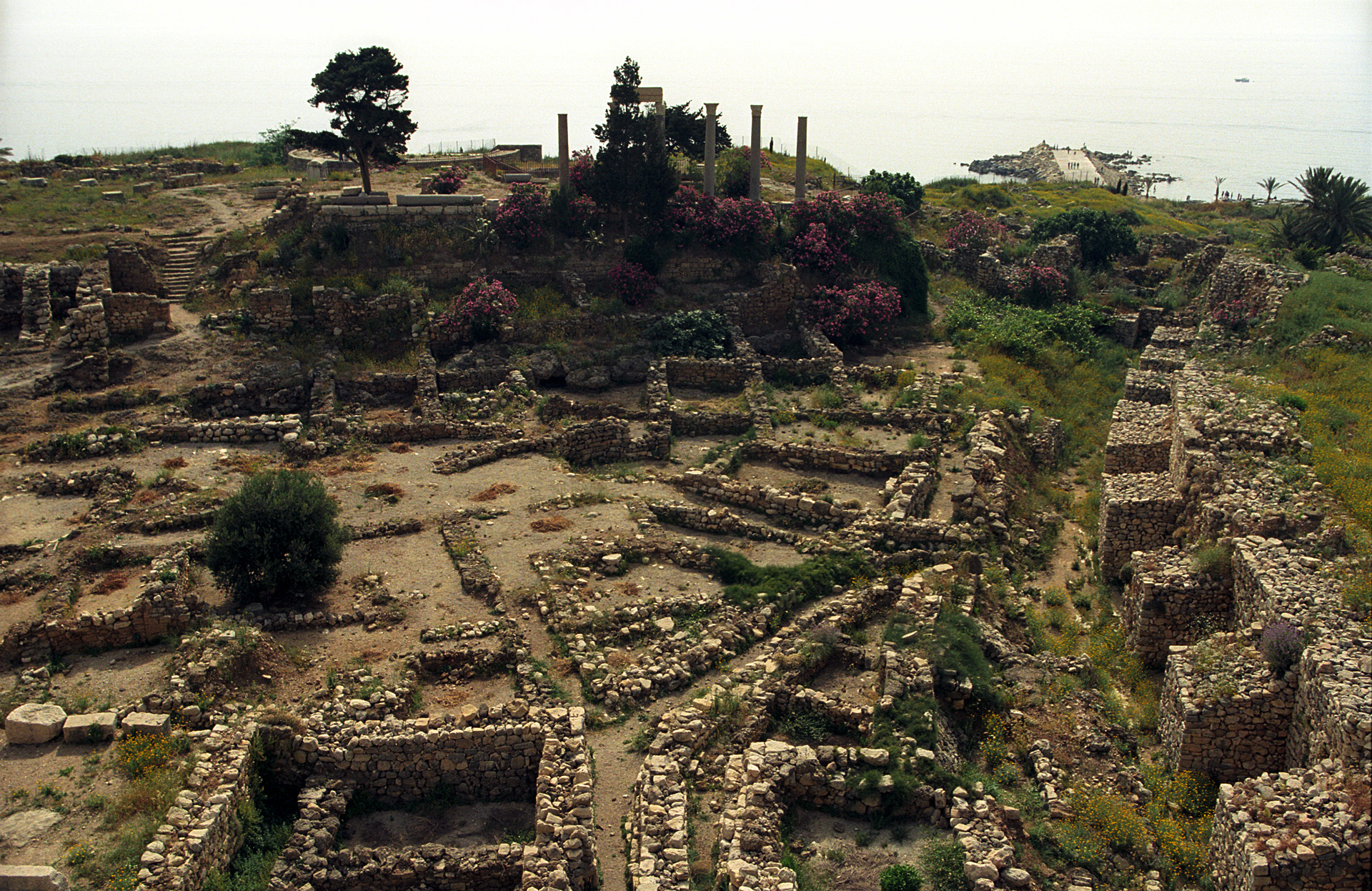
Залишки будинків містян

Нове піднесення почалося лише наприкінці століття — за царювання Єхавмелека. В Біблі розгортається масштабне будівництво (зокрема, була зведений палац за перським зразком, нова фортеця, оновлені міські мури), місцеві царі починають карбувати навіть власну срібну і бронзову монету. Показово, що символом міста стає військовий корабель — Бібл і справді відновлює свою флотилію. Однак на самостійність місто вже не претендувало. Не підтримали бібліти повстання Сідона проти Артаксеркса III, а під час війни з македонянами цар Айнель поквапився відкрити міську браму перед Александром. Під час воєн між діадохами, Бібл будував і постачав супротивникам свої кораблі. Врешті-решт місто опинилося під владою Селевкідів, хоча кілька разів його приєднували до своїх володінь і Птолемеї.

## Елліністичний та Римський період

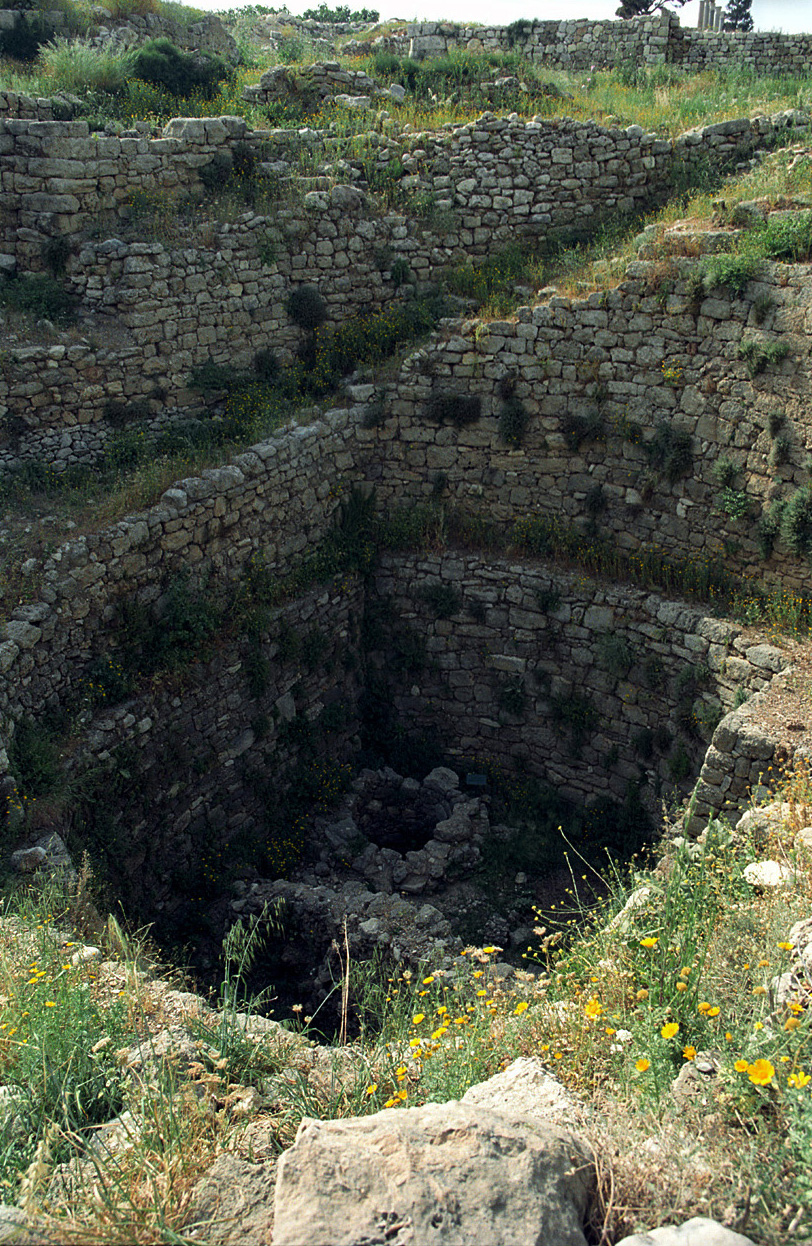
Священний колодязь

За нових володарів місто швидко еллінізувався, чому сприяв розквіт синкретичного культу Адоніса, центром якого був саме Бібл. Великий храм цього божества був зведений біля північної міської брами. Поруч з ним був побудований театр за грецьким зразком. Поруч з Адонісом у місті вшановували і Афродиту, з якою в цей час асоціювали як місцеву Баалат-Гебал, так і загальнофінікійську Астарту.
Під час міжусобиць останніх нащадків Селевка Бібл на певний час став формально незалежним. Однак в місті панувала анархія, що робила його беззахисним перед нападами кочовиків. Скориставшись невдоволенням містян владу над Біблом захопив тиран Кінір. Але протримався він недовго. У 64 р. до н. е. Гней Помпей стратив останнього біблського володаря і місто опинилося під владою Риму.

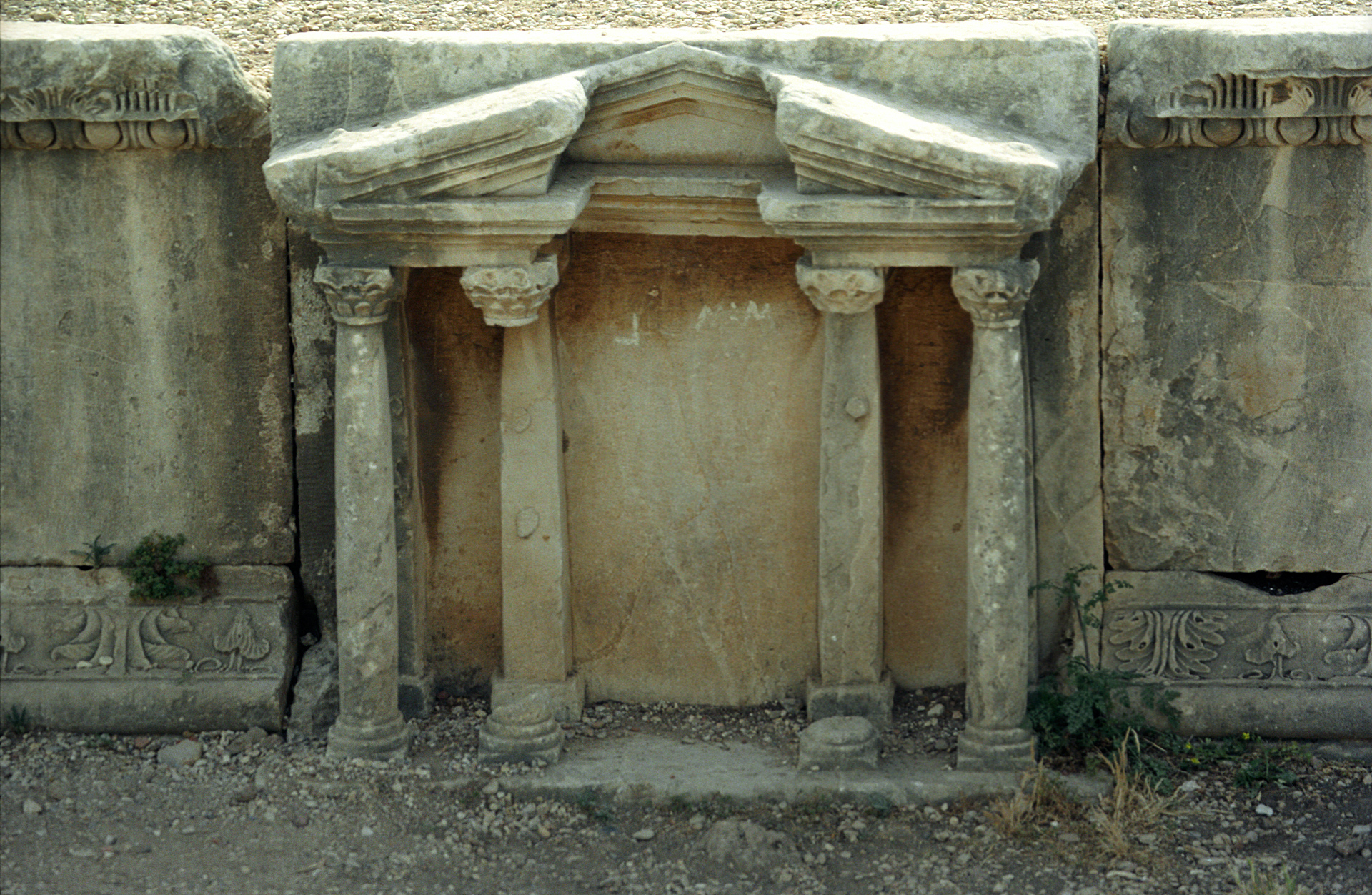
Декор римського театру

За римської доби місцевий культ зазнав чергових змін, трансформувавшись у вшановування Аполлона і Венери. Нові господарі не квапилися брати до своїх рук місцеві справи, намагаючись залишити їх у віданні міського самоврядування. Активне будівництво у Біблі відновилося лише за часів імперії, коли місто перетворилося на адміністративний центр Фінікії.

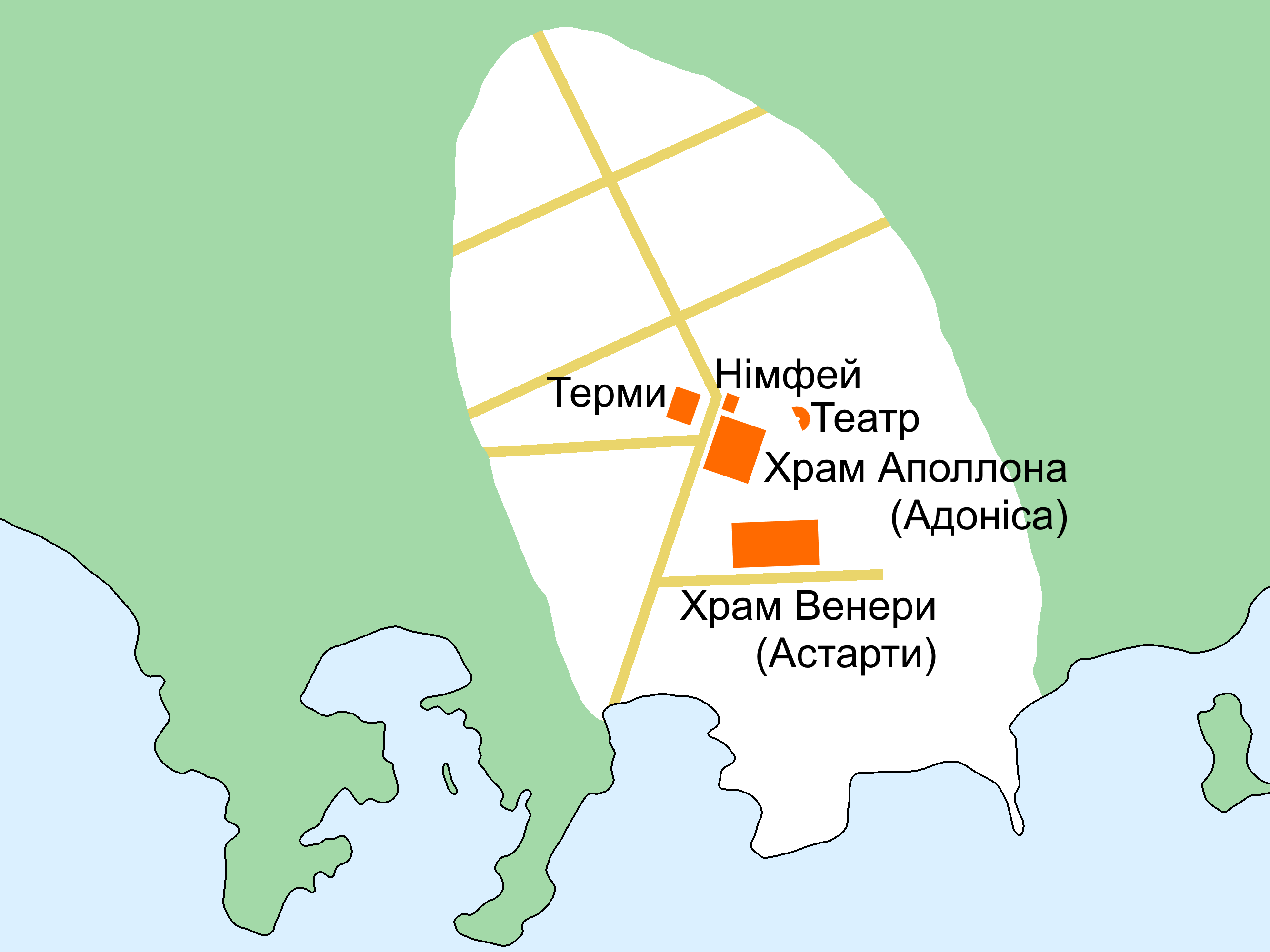
Бібл римської доби

Міські мури, принаймні частково, були зруйновані, межі Бібла були значно розширені. Перебудований і збільшений у розмірах храм Аполлона опинився в центрі міста, на південний схід від нього — в напрямку Баальбека — був прокладений широкий головний шлях — Декуманус, від якого під прямим кутом розходилися бічні вулиці. Біля храму Аполлону був зведений також Німфей, храм Гігії та лазні. За римської доби був перебудований і театр.
Імператор Адріан спробував навіть об'єднати фінікійські міста у союз за грецьким зразком і навіть запровадили посаду «фінікарха», проте ця ініціатива залишилася без особливих наслідків. Бібл залишався насамперед культурним центром. Уродженцем міста були історик Філон Біблський та софіст Аспасій.
З поширенням християнства Бібл став центром архієпископства (першим єпископом міста вважали євангеліста Марка), тут сформувалася власна богословська традиція, найвідомішим представником якої був Ерміп.

## Середньовіччя та ранній новий час

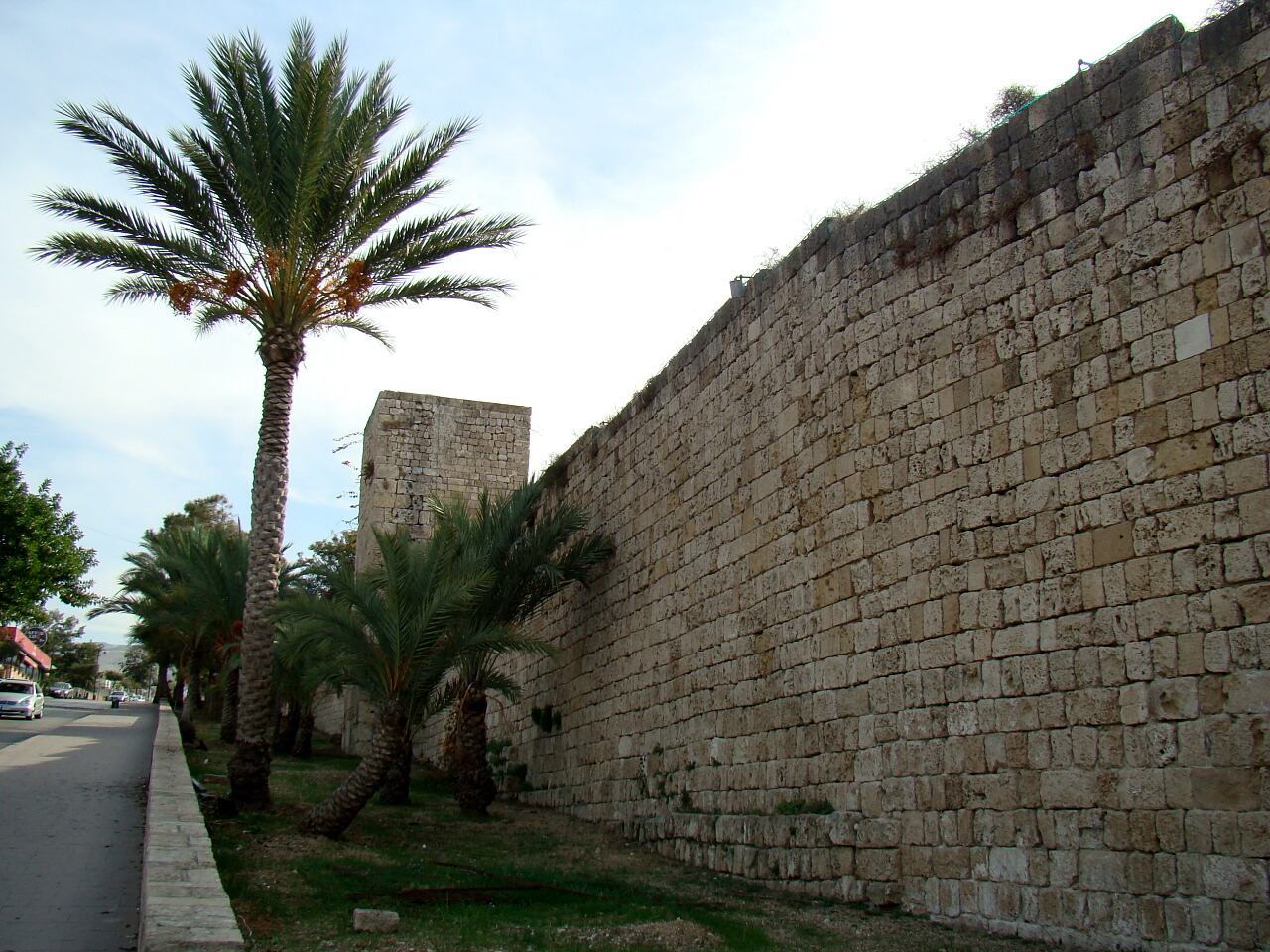
Середньовічні мури міста

За візантійських часів колишній центр міжнародної лісоторгівлі занепав і був більше відомий як центр виробництва олії.
У 636 році Бібл захопили араби, які використовували для міста трохи переінакшену фінікійську назву — Джубейль. У 644 і 678 р. візантійці відновлювали свій контроль над Фінікією, але щоразу ненадовго. У 747 р. краєм прокотився новий землетрус. Бібл перетворився на маленьке рибальське селище, віддалене від торговельних шляхів.
Відновити прибережні фінікійські поселення наказав лише халіф аль-Мансур у 771 р., а завершені роботи були лише за часів аль-Махді у 787 р. При цьому Бібл був відбудований фактично заново на південь від стародавнього міста, навколо рибальського порту. Центром нового міста стала мечеть на місці нинішньої церкви Святого Іоанна.
З 878 місто перебувало в складі держави Тулунідів, з 939 — Ішхидідів.

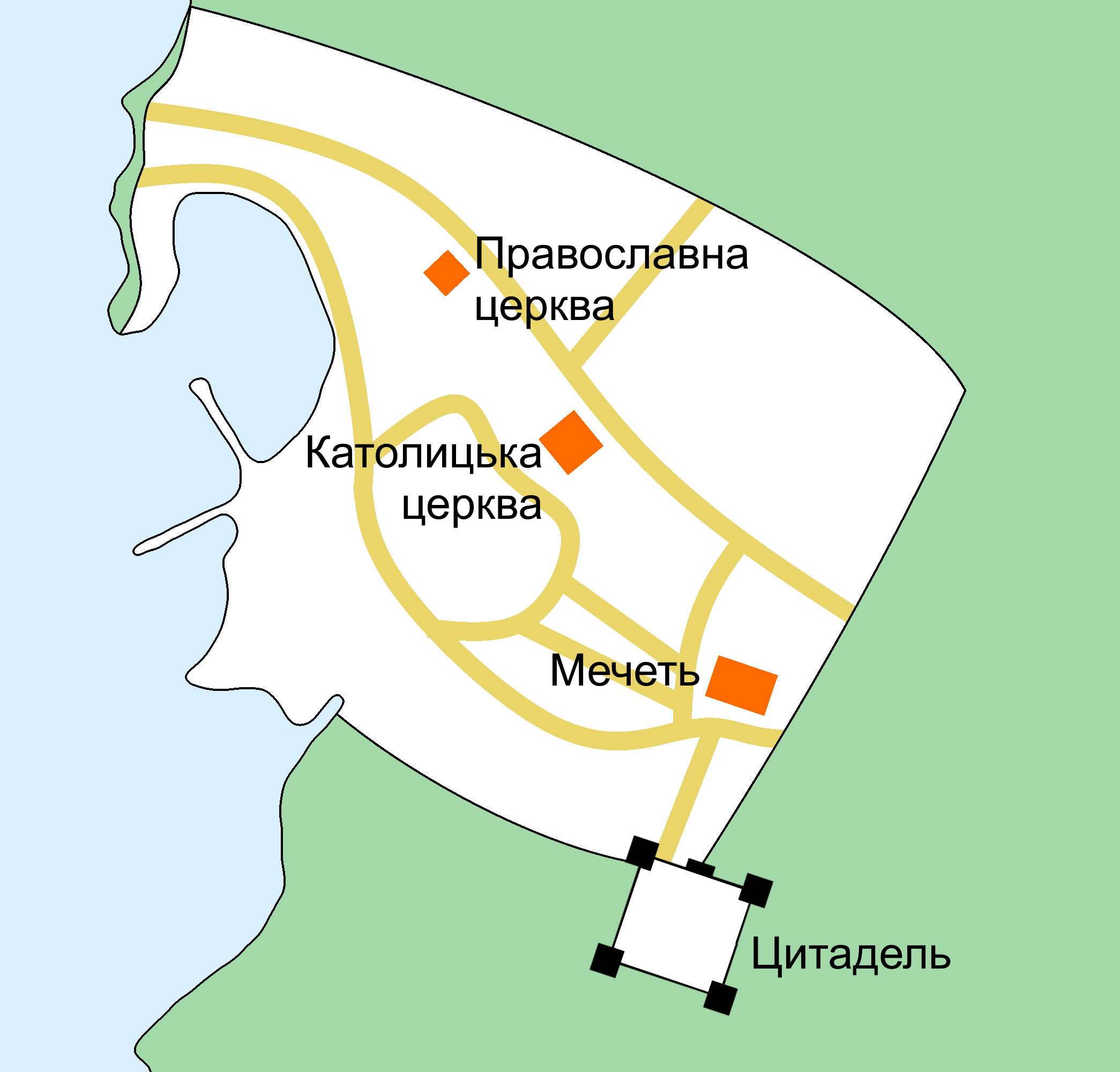
Середньовічний Бібл

У 970 р. місто здобули війська фатимідського халіфа аль-Муїзза. У 974 р. Бібл — знову ненадовго — повернувся під владу візантійців, у 975—977 рр. місто контролювали тюрки Алп-Тегіна (Афтекіна). Не дивно, що, повернувши собі владу над Фінікією, Фатиміди почали насамперед зміцнювати фортифікаційні споруди поселень узбережжя, зокрема й Бібла. Нова міська цитатель була зведена на місці колишнього римського храму Аполлона — з використанням його уламків.
У 1080—1089 роках місто контролювали сельджуки.

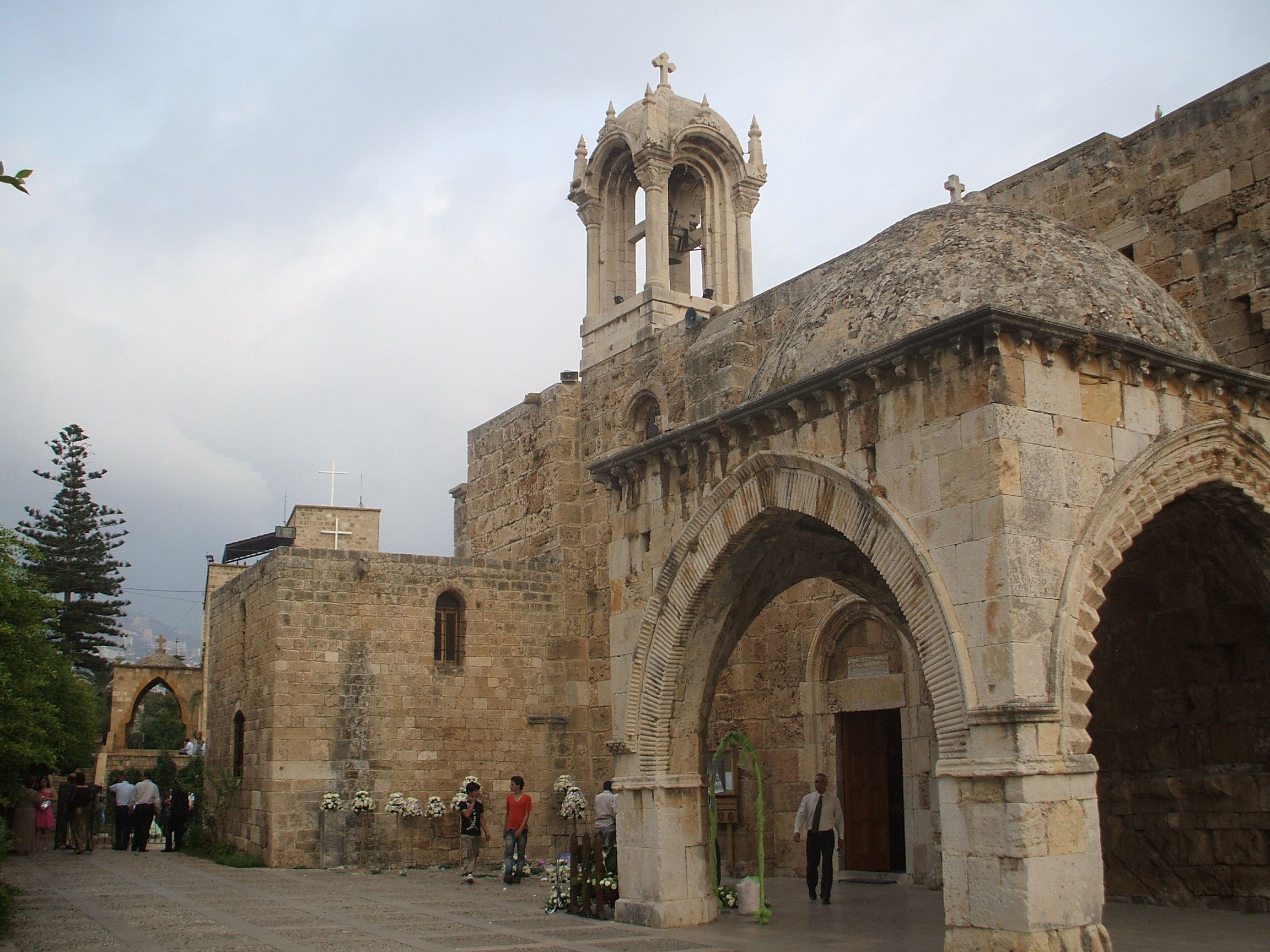
Церква Св. Іоанна, зведена хрестоносцями

Оборону Бібла від військ хрестоносців (1104) очолював емір Триполі Фахр аль-Мульк. Проте сил в нього було небагато, а на допомогу ззовні розраховувати емір не міг — місто блокувала генуезька ексадра у 40 галер. Тож урешті-решт Раймонду Тулузькому вдалося взяти гору. Бібл (його завойовники називали на свій лад Гіблетом) він перетворив на центр сеньйорії, підпорядкованої графству Триполі. Сеньйором став генуезець Гільємо Ембріако, який збудував на місці фатимідської цитаделі фортецю Св. Іоанна. Місцевий католицький єпископ підпорядковувався Антіохійському патріарху. Піддані новоспеченого віконта здебільшого були маронітами, і тому Ембріако почувалися впевненіше за своїх сусідів, яким «дісталися» мусульмани.

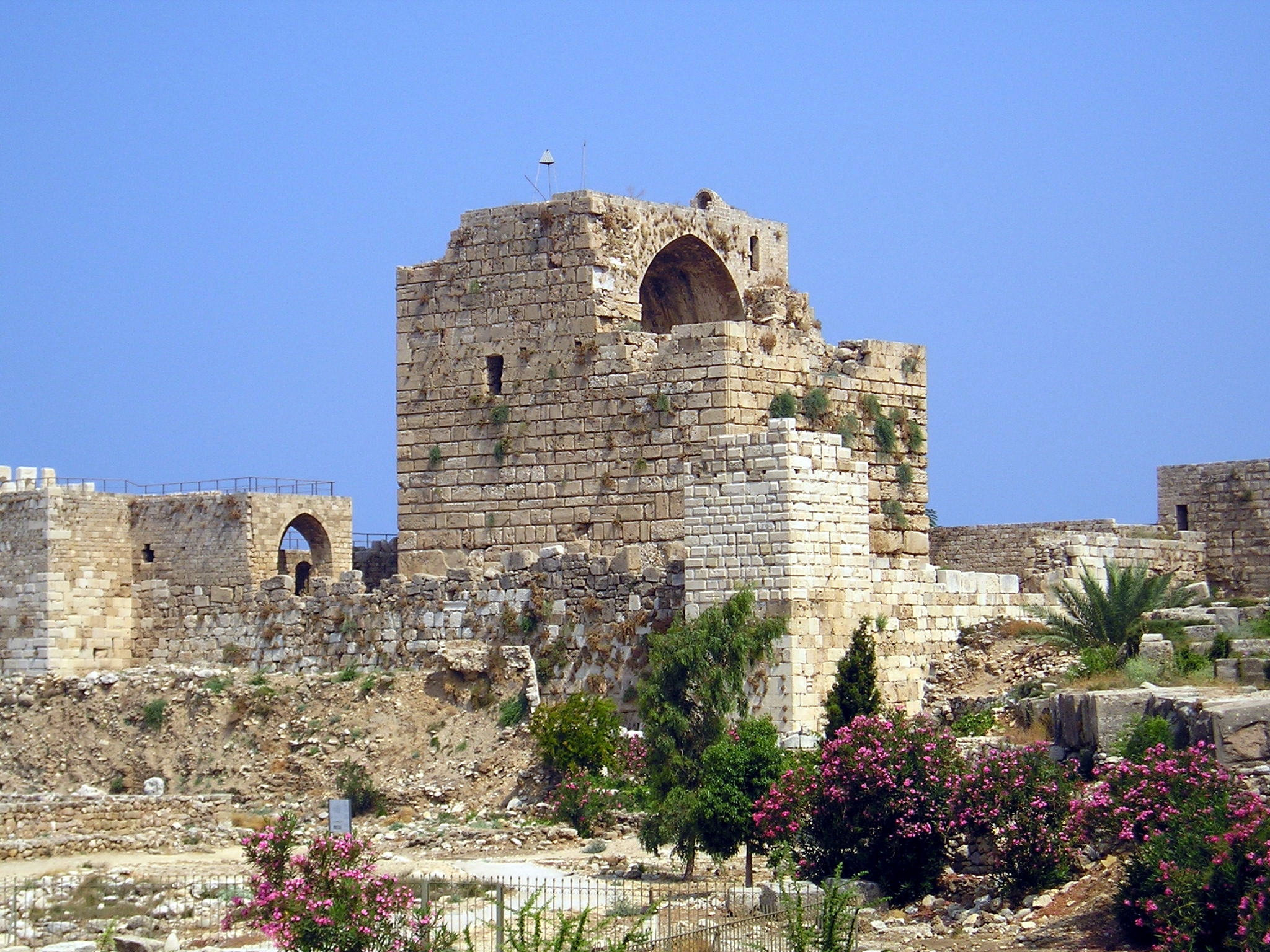
Замок хрестоносців

Генуезці швидко оцінили стратегічне становище біблського порту і перетворили його на опорний пункт своєї торгівлі з Левантом. Одразу після здобуття міста вони отримали цілий квартал («третину»), в якому розпоряджався призначений урядом метрополії капітан Ансальдо Корсо. За сеньйорів Гуго I, Гільємо II і Гуго II місто швидко розбудовувалося. Однак розквіт міста був перерваний поразкою хрестоносців під Хаттіном (липень 1187). Сеньйор Бібла потрапив у полон і віддав Саладіну місто як викуп за своє звільнення. За часів панування на узбережжі брата Саладіна — еміра Маліка аль-Аділя Бібл перетворився на піратську базу. Аби припинити дошкульні рейди, у 1197 р. хрестоносці взяли місто в облогу. Стефанія де Міллі підкупила стражу, яка відкрила її воякам міську браму. На знак вдячності місто було віддано у володіння сину Стефанії Гі I Ембріако.

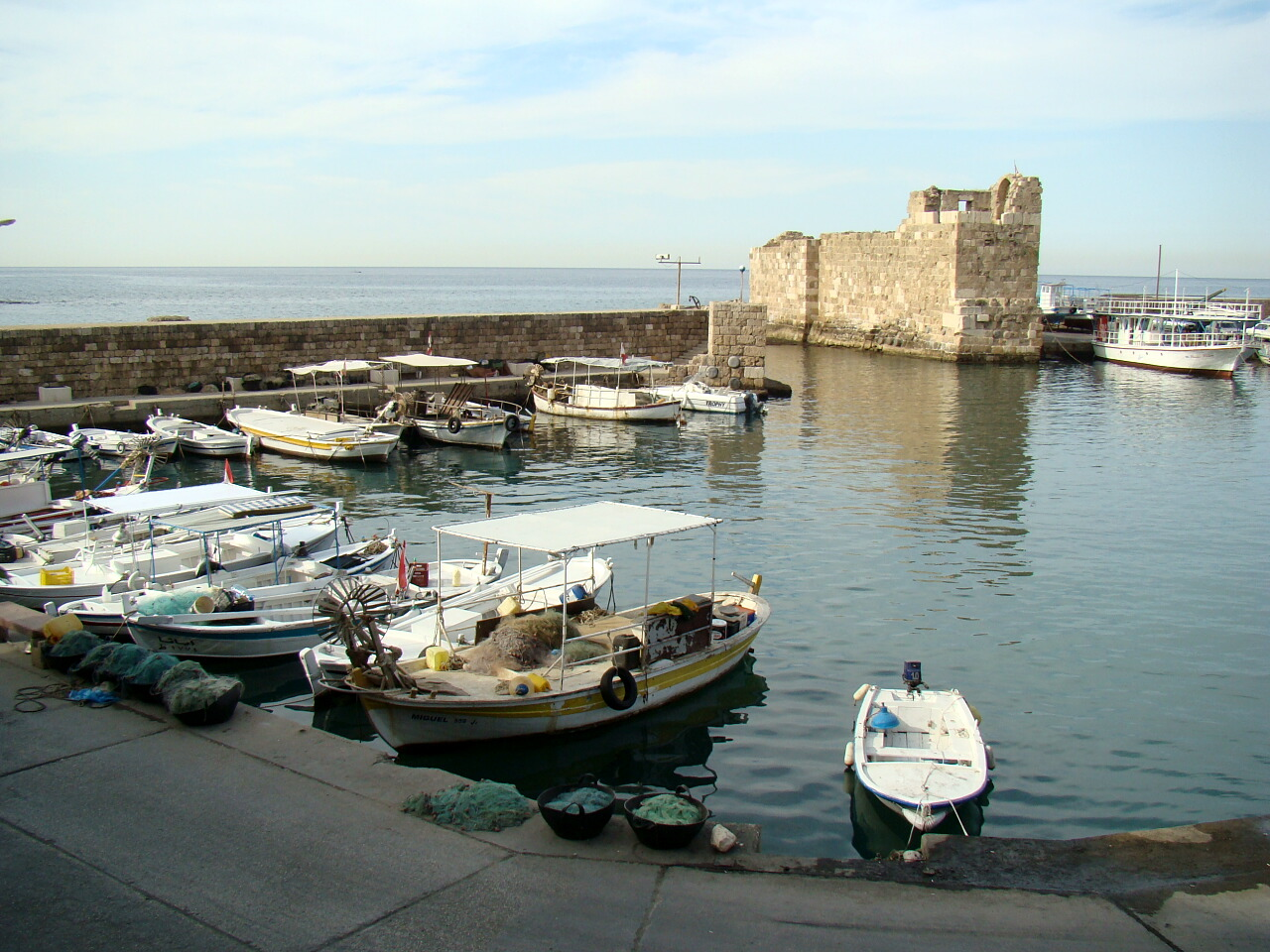
Старий порт Бібла

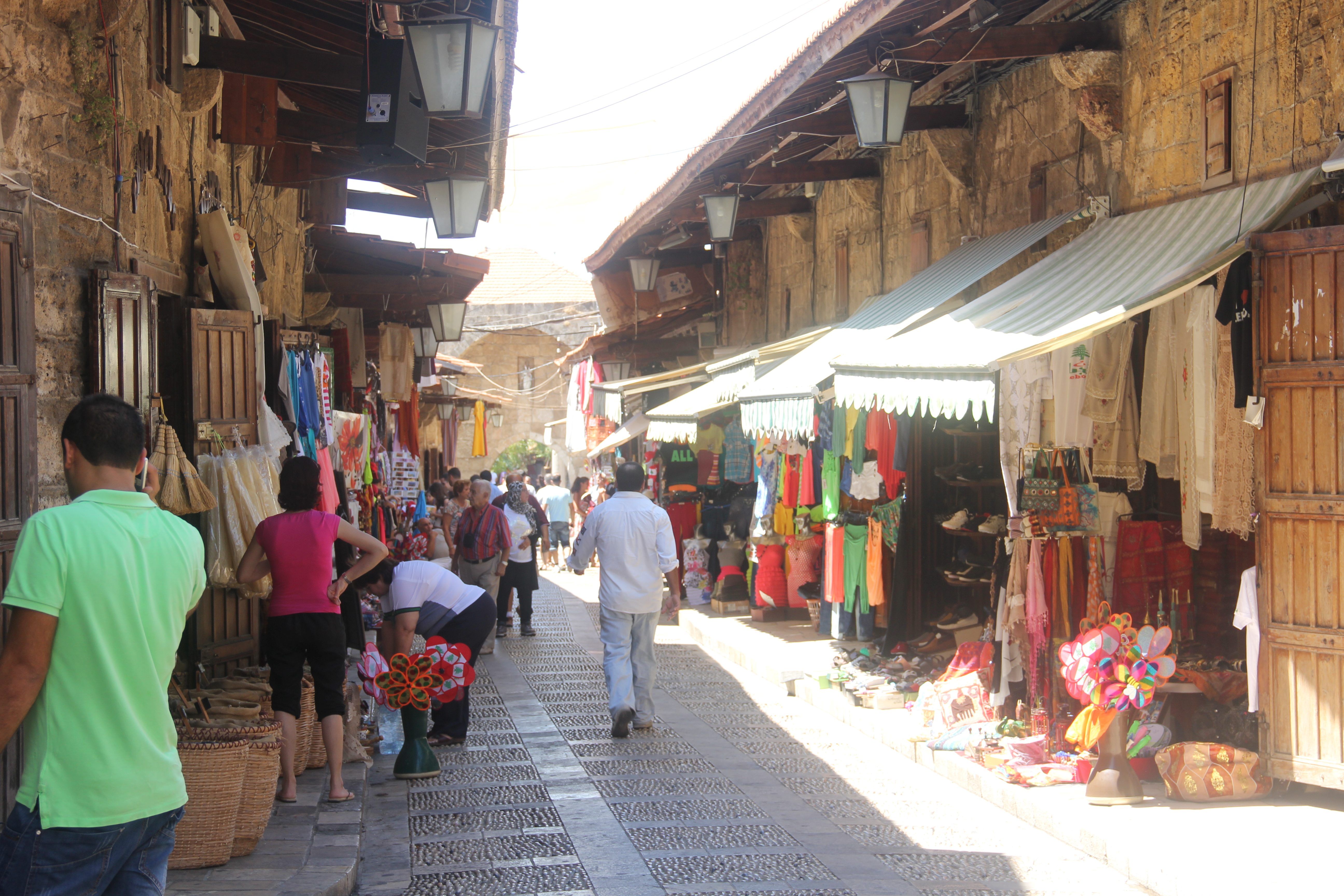
Старий (османський) ринок Бібла

Нові-старі сеньйори поводили себе як цілком самостійні володарі, постійно конфліктуючи з графами Триполі. У 1258 р. Бертран Ембріако відмовився підкоритися Боемунду VI, у 1277 — Гі II Ембріако разом з тамплієрами створив справжню опозиційну коаліцію, спрямовану проти Боемунда VII. Боротьба завершилися лише після смерті Гі II у 1282 році. Але після цього Бібл фактично перетворився на протекторат сусідів — мамлюків, які наполегливо витискали хрестоносців з узбережжя. Останній їхній вояк залишив Бібл у 1302 році, коли на континенті не залишилося жодної держави хрестоносців.

Мамлюки відновили і розбудували біблську фортецю, проте її більше не використовували у військових цілях. Єгипетські султани володіли містом до 1516 р., коли їх змінили Османи.

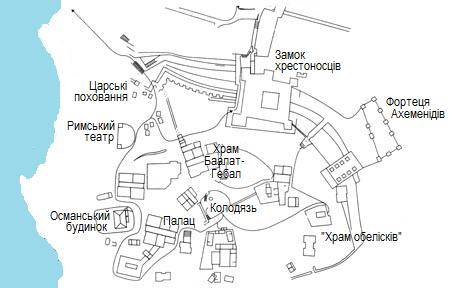
Археологічний парк Бібла (план)

За османської доби місто вчергове було перебудоване і отримало новий центр — великий ринок з караван-сараями. Житлова забудова вийшла за межі середньовічних стін і поширилася на територію колишнього римського міста, а згодом і далі.

## Новітній час
У 1918 році місто зайняли французькі війська, які залишалися у Біблі до 1943, коли Ліван здобув незалежність.